# Fausto Rocha Jr.
Fausto Rocha Coutinho Junior, também conhecido como Fausto Rocha Jr. ou Fausto Rocha (Barra Velha ou Joinville, 19 de maio de 1943 — Joinville, 27 de janeiro de 2001), foi um ator e apresentador de televisão brasileiro. Foi galã nos anos 70 e 80. Na TV atuou em novelas da TV Tupi, Globo e Bandeirantes.  No SBT, protagonizou as novelas da emissora de Silvio Santos entre 1983 e 1984 antes de deixar a TV.
Era casado com Dircéia Cordeiro, que conheceu em Barra Velha, em 1997. Neste mesmo ano o ator descobriu ser portador de ELA (Esclerose lateral amiotrófica) (uma doença degenerativa rara) quando era secretário de turismo do citado município. Passou por muita dificuldade financeira durante os quatro anos em que lutou contra a doença. Amigos famosos, como os cantores Sérgio Reis, Roberta Miranda e Guilherme Arantes, promoveram shows para arrecadar fundos para o tratamento do ator enfermo. A campanha foi batizada de SOS Fausto Rocha.
Fausto Rocha morreu no Hospital Municipal São José, em Joinville, aos 57 anos de idade.

## Carreira

### Na televisão
- 1988/89 - Praça Brasil
- 1987 -  Comercial Banespa - garoto propaganda
- 1984 - Caso Verdade (Episódio: Perdido nas Trevas) .... Dr. Teixeira
- 1983/1984 - Vida Roubada .... Carlos Moraes
- 1983 - Caso Verdade (Episódio: O Fantasma da Ópera) .... Rodrigo Alfredo do Valle
- 1983 - A Justiça de Deus .... Dr. Jorge
- 1983 - Sombras do Passado ... Reinaldo / Ivo
- 1982 - Música ao Longe .... Vasco / Álvaro
- 1981 - Os Imigrantes .... Renato
- 1980 - Pé de Vento .... Treze Pontos
- 1980 - O Meu Pé de Laranja Lima .... Raul
- 1979 - Cara a Cara .... Fábio
- 1978 - Te Contei? .... Jorge
- 1978 - Caso Especial ...(Episódio: Mão de Obra)
- 1976 - Tchan! A Grande Sacada .... Fred
- 1976 - Anjo Mau....José (Zelão)
- 1975 - Um Dia, o Amor .... Leonardo
- 1975 - Senhora .... Alfredo Moreira
- 1974 - Corrida do Ouro .... Mário
- 1974 - Supermanoela .... Gabriel
- 1972 - A Revolta dos Anjos.... Breno
- 1972 - Signo da Esperança .... Daniel
- 1971 - Nossa Filha Gabriela .... Sérgio
- 1970 - O Meu Pé de Laranja Lima .... Diogo
- 1970 - A Gordinha.... Diogo
- 1970 - Madureza Ginasial: Educação Moral e Cívica
- 1961 - O Vigilante Rodoviário (Episódio: O Recruta)

### Como apresentador
- 1977 - O Grande Jornal (Rede Tupi)
- 1976  - A Grande Parada (Rede Tupi)
- 1974 - Jornal Factorama (Rede Tupi)

### No cinema
- 1980 - Boneca Cobiçada
- 1978 - A Batalha dos Guararapes ... Capitão Tourlon
- 1976 - E as Pílulas Falharam .... Dr. Fábio
- 1976 - Quem É o Pai da Criança? ... Ramon
- 1976 - O Jeca contra o Capeta
- 1974 - Portugal... Minha Saudade ... Juca da Silva
- 1974 - O Supermanso .... Sérgio
- 1973 - Um Caipira em Bariloche ... Antônio
- 1964 - O Vigilante e os Cinco Valentes